# La Poly Normande 2025
La Poly Normande 2025, quarantacinquesima edizione della corsa, valida come evento dell'UCI Europe Tour 2025 categoria 1.1 e come quattordicesima prova della Coppa di Francia 2025, si svolse il 17 agosto 2025 su un percorso di 168,9 km, con partenza da Avranches e arrivo a Saint-Martin-de-Landelles, in Francia. La vittoria fu appannaggio del francese Nicolas Prodhomme, il quale completò il percorso in 3h53'16", alla media di 43,444 km/h, precedendo i connazionali Sandy Dujardin e Axel Mariault.
Sul traguardo di Saint-Martin-de-Landelles 72 ciclisti, dei 111 partiti da Avranches, portarono a termine la competizione.

## Squadre e corridori partecipanti
| N.    | Cod. | Squadra                         |
| ----- | ---- | ------------------------------- |
| 1-7   | DAT  | Decathlon AG2R La Mondiale Team |
| 11-17 | GFC  | Groupama-FDJ                    |
| 21-27 | COF  | Cofidis                         |
| 31-37 | ARK  | Arkéa-B&B Hotels                |
| 41-47 | TEN  | TotalEnergies                   |
| 51-56 | RKT  | Unibet Tietema Rockets          |
| 61-67 | VBF  | VF Group-Bardiani CSF-Faizanè   |
| 71-76 | EKP  | Equipo Kern Pharma              |
| 81-87 | TPV  | Team Polti VisitMalta           |

| N.      | Cod. | Squadra                           |
| ------- | ---- | --------------------------------- |
| 91-97   | EUS  | Euskaltel-Euskadi                 |
| 101-107 | WB2  | Wagner Bazin WB                   |
| 111-117 | AUB  | St Michel-Preference Home-Auber93 |
| 121-126 | TUU  | Tudor Pro Cycling Team U23        |
| 141-147 | UCN  | CIC-U-Nantes                      |
| 151-157 | VRR  | Van Rysel-Roubaix                 |
| 161-167 | NMC  | Nice Métropole Côte d'Azur        |
| 171-177 | MCT  | MYVELO Pro Cycling Team           |

## Ordine d'arrivo (Top 10)
| Pos. | Corridore          | Squadra       | Tempo    |
| ---- | ------------------ | ------------- | -------- |
| 1    | Nicolas Prodhomme  | Decathlon     | 3h53'16" |
| 2    | Sandy Dujardin     | TotalEnergies | a 31"    |
| 3    | Axel Mariault      | CIC           | s.t.     |
| 4    | Nicolas Breuillard | St Michel     | s.t.     |
| 5    | Mathis Le Berre    | Arkéa         | a 35"    |
| 6    | Émilien Jeannière  | TotalEnergies | a 1'47"  |
| 7    | Giovanni Lonardi   | Polti         | s.t.     |
| 8    | Luca Mozzato       | Arkéa         | s.t.     |
| 9    | Paul Lapeira       | Decathlon     | s.t.     |
| 10   | Giacomo Villa      | Wagner        | s.t.     |